# Schizaea serrata
Schizaea serrata là một loài dương xỉ trong họ Schizaeaceae. Loài này được F mô tả khoa học đầu tiên năm 1845.
Danh pháp khoa học của loài này chưa được làm sáng tỏ. 